# Copa de Campeones de la Concacaf 1982
La Copa de Campeones de 1982 fue la decimoctava edición de la Copa de Campeones de la Concacaf, torneo de fútbol a nivel de clubes más importante de Norteamérica, Centroamérica y el Caribe organizado por la Concacaf. El torneo comenzó el 9 de mayo y culminó el 17 de noviembre de 1982.
El campeón fue la Universidad Nacional de México, derrotando en la final a Robinhood de Surinam. Esto significó su segundo título en sólo tres años.

## Equipos participantes
En cursiva los equipos debutantes en el torneo.
| País                          | Equipo                                        |
| ----------------------------- | --------------------------------------------- |
| México · 2 cupos              | Club Universidad Nacional Deportivo Cruz Azul |
| Surinam 2 cupos               | SV Robinhood SV Transvaal                     |
| Guatemala · 2 cupos           | CSD Comunicaciones CSD Xelajú Mario Camposeco |
| Trinidad y Tobago 2 cupos     | Defence Force FC Palo Seco FC                 |
| Estados Unidos 2 cupos        | New York Pancyprian-Freedoms Brooklyn Dodgers |
| Antillas Neerlandesas 2 cupos | CRKSV Jong Holland SU Brion Trappers          |
| Honduras 1 cupo               | CD Vida                                       |
| El Salvador · 1 cupo          | Independiente FC                              |

## Zona Norte/Centroamericana

### Primera ronda

#### Xelajú Mario Camposeco - Cruz Azul
| Equipo Local Ida       | Resultado | Equipo Visitante Ida | Ida | Vuelta |
| ---------------------- | --------- | -------------------- | --- | ------ |
| Xelajú Mario Camposeco | w/o       | Cruz Azul            | -   | -      |

- Cruz Azul abandonó el torneo. Xelajú avanza a la siguiente ronda.

#### Pumas UNAM - New York Pancyprian-Freedoms
| Equipo Local Ida | Resultado | Equipo Visitante Ida         | Ida | Vuelta |
| ---------------- | --------- | ---------------------------- | --- | ------ |
| Pumas UNAM       | w/o       | New York Pancyprian-Freedoms | -   | -      |

- New York Pancyprian-Freedoms abandonó el torneo. UNAM avanza a la siguiente ronda.

#### Vida - Brookyln Dodgers
| Equipo Local Ida | Resultado | Equipo Visitante Ida | Ida | Vuelta |
| ---------------- | --------- | -------------------- | --- | ------ |
| Vida             | w/o       | Brooklyn Dodgers     | -   | -      |

- Brooklyn Dodgers abandonó el torneo. Vida avanza a la siguiente ronda.

#### Comunicaciones - Independiente
| 9 de mayo de 1982 | Independiente | 0:0 | Comunicaciones | Estadio Jiboa, San Vicente |  |

| 16 de mayo de 1982 | Comunicaciones | 1:0 (Global 1:0) | Independiente | Estadio Mateo Flores, Ciudad de Guatemala |  |
|                    | Pérez          |                  |               |                                           |  |

### Segunda ronda
| 25 de abril de 1982 | Vida                           | 2:2 (0:2) | Pumas UNAM        | Estadio Ceibeño, La Ceiba |  |
|                     | Palma 50' · Mendoza 81' (pen.) |           | Ferretti 15', 25' |                           |  |

| 28 de abril de 1982 | Pumas UNAM                                             | 5:0 (5:0) (Global 7:2) | Vida | Estadio Universitario, Ciudad de México |                             |
|                     | López 13', 40' · Flores 5' · Ramírez 27' · Negrete 38' |                        |      | Árbitro(s): Gino D'Ippolito             | Árbitro(s): Gino D'Ippolito |

| 27 de mayo de 1982 | Comunicaciones | 1:0 | Xelajú MC | Estadio Mateo Flores, Ciudad de Guatemala |  |
|                    | Pérez          |     |           |                                           |  |

| 25 de julio de 1982 | Xelajú MC | 1:1 (Global 1:2) | Comunicaciones | Estadio del Ejército, Ciudad de Guatemala |  |
|                     | Santana   |                  | Ramírez        |                                           |  |

### Tercera ronda
| 26 de septiembre de 1982 | Comunicaciones                | 2:2 (2:0) | Pumas UNAM              | Estadio Mateo Flores, Ciudad de Guatemala |  |
|                          | Ramírez 3' · Rubio 29' (a.g.) |           | Negrete 73' · López 87' |                                           |  |

| 29 de septiembre de 1982 | Pumas UNAM                         | 3:0 (2:0) (Global 5:2) | Comunicaciones | Estadio Universitario, Ciudad de México |                                 |
|                          | Reyna 38' · López 41' · Amador 47' |                        |                | Árbitro(s): Mario Rubio Vázquez         | Árbitro(s): Mario Rubio Vázquez |

## Zona del Caribe

### Primera ronda
| Equipo Local Ida | Resultado | Equipo Visitante Ida | Ida   | Vuelta |
| ---------------- | --------- | -------------------- | ----- | ------ |
| Transvaal        | 2 - 7     | Jong Holland         | 2 - 4 | 0 - 3  |
| Palo Seco        | 2 - 6     | Robinhood            | 1 - 2 | 1 - 4  |

### Segunda ronda
| Equipo Local Ida | Resultado | Equipo Visitante Ida | Ida   | Vuelta |
| ---------------- | --------- | -------------------- | ----- | ------ |
| SUBT             | 1 - 2     | Defence Force        | 1 - 0 | 0 - 2  |
| Jong Holland     | 1 - 2     | Robinhood            | 1 - 1 | 0 - 1  |

### Tercera ronda
| Equipo Local Ida | Resultado | Equipo Visitante Ida | Ida   | Vuelta |
| ---------------- | --------- | -------------------- | ----- | ------ |
| Robinhood        | 6 - 3     | Defence Force        | 5 - 2 | 1 - 1  |

## Final

### Ida
| 14 de noviembre de 1982 | Robinhood | 0:0 | Pumas UNAM | Estadio Municipal, Santiago de Querétaro |  |
|                         |           |     |            | Árbitro(s): John Johnstoson              |  |

### Vuelta
| 17 de noviembre de 1982 | Pumas UNAM                    | 3:2 (3:2) (Global 3:2) | Robinhood                           | Estadio Universitario, Ciudad de México |                             |
|                         | Ferretti 1', 41' · Flores 25' | Reporte                | Klinker 27' · Rustemberg 44' (pen.) | Árbitro(s): José Luis Ureña             | Árbitro(s): José Luis Ureña |

| Pumas UNAM Campeón 2.do título |